# かっとびワイド
『かっとびワイド』は、ラジオ福島（RFC）で1995年4月から2018年9月28日まで放送されていた生放送のワイド番組。
1981年4月から1995年3月まで放送していた『RFCワイド 午後1番』に変わる形でスタート。2018年10月に『Radio de Show ラジオでしょう』へリニューアル。

## 番組タイトル

### 最終期
2017年3月27日 - 2018年9月28日
- 月曜日
  - かっとびワイド　テヅと美智子のどこまでいうの〜
- 火曜日
  - かっとびワイド　なすけんパーティー[1]
- 水曜日
  - かっとびワイド　カガちゃん横丁
- 木曜日
  - かっとびワイド　カガちゃん横丁
- 金曜日
  - かっとびワイド　かおりとなおみのひだまりラジオ

### 過去
- かっとびワイド　気分上々！カガちゃん一座 （1995年4月〜、1996年当時　月〜金／2009年〜2015年3月（※タイトル復活） 月〜水）
- かっとびワイド　ほら出たカガちゃん （2000年当時　月〜水 → 2004年当時〜2008年　月・火　→　2008年〜2009年　月）
  - 上記タイトルで放送していた際のジングルには、アニメ映画『平成狸合戦ぽんぽこ』のメインテーマ「元気節」のワンフレーズが使用されていた。
- かっとびワイド　天下泰平！お昼でゴザル （2000年当時　木・金）
- かっとびワイド　元気発進！ふるさと応援団 （2004年当時　水）
- かっとびワイド　健司のふれんどラジオ → けんじとかおりのふれんどラジオ（2004年当時〜2008年　木・金 → 2008年〜　木 → 2009年〜2017年3月　金）
- かっとびワイド　美智子と恵秀 大人のラヂオ（2008年〜2009年　火）
- かっとびワイド　快刀！おかんの新鮮街角ラジ問屋（2008年〜2009年　水）
- かっとびワイド　もちろん！金曜日（2008年〜2009年　金）
- かっとびワイド　新と美智子の午後いちばん！（2009年〜2015年3月　木）
- かっとびワイド　また出た！カガちゃん!! （2015年4月〜2017年3月 月〜水）
- かっとびワイド　大人の部活プロジェクト →　Shimvaと美香のハッピーレディオン  （2015年4月〜2017年3月　木）

## パーソナリティ・出演者
- 鏡田辰也 （1995年4月〜）
1995年・1996年当時、月〜金 → 2000年当時、月〜水 → 2004年当時〜、月・火 → 2008年〜、月 → 2009年〜2017年3月、月〜水 → 2017年4月〜2018年9月27日、水・木）
- 加藤満理子 （1995年4月〜1996年3月）
- 井畑美穂子 （1995年・1996年当時）
- 松鶴家千とせ （1996年当時、月）
- レジス・ドラビゾン （1996年当時、火）
- 山口晢子 （1996年当時〜、水）
- ボンジュール珠央 （1996年当時、木）
- ハッピーチエ （1996年当時、金 → 2000年当時〜2015年、月）
- 深野健司 （2000年当時〜2008年、木・金 → 2008年〜2009年、木 → 2009年〜2017年3月　金 → 2017年4月〜　火）
- 菅原美智子 （2000年当時 →  2008年〜2015年、火／2017年4月〜、月）
- 紅晴美 （2004年当時〜2008年、火 → 2008年〜、月 → 2009年〜2015年、火）
- 五藤めぐみ （2004年当時〜2005年、水）
- 山地美紗子 （2004年当時、水）
- 渡邉美香 （2004年当時、木／2015年4月〜2017年3月、木）
- 普天間かおり （2004年当時〜2008年、金 → 2008年〜2009年、木 → 2009年〜、金）
- 松井香保里 （2006年〜2008年、水 → 2006年〜2009年、金）
- 母心（オカン（嶋川最終回）・関あつし）
嶋川は2006年から、関は2009年から、いずれも水曜日出演
- 神道裕 （2006年〜2008年、水）
- 和田恵秀 （2008年〜2009年、火）
- 海藤尚美 （2008年〜2009年、水／2017年4月〜、金）
- 小野ゆかり （2008年〜2009年、水）
- 縣田弘訓 （2008年〜2009年、金）
- 和合敦子 （2009年〜2015年、月）
- 大和田新 （2009年〜2015年、木）
- 手塚伸一 （2015年4月〜、月）
- なすび （2015年4月〜2017年3月、月 → 2017年4月〜、火）
- 森本庸平 （2015年4月〜2017年3月、月or火or水）
- フジナッツ健 （2015年4月〜2017年3月、月or火or水）
- おかちゃん （2015年4月〜2017年3月、月or火or水）
- ダルライザー 他、ご当地ヒーロー （2015年4月〜2017年3月、月or火or水）
- Shimva （2015年4月〜2017年3月、木）
- 中村陽介（ぺんぎんナッツ） （2017年4月〜、木）

## タイムテーブルの変遷

### 13時台
- 13:05 交通情報・天気予報
- 13:12 タウンページで広がる新しいおつきあい （1995年・1996年当時）
- 13:10 GoGoふくしま耳よりOnLine （2004年・2005年当時）
- 13:15 ライブみっCam　Weather情報 （2004年・2005年当時）
- 13:10 日替わりコーナー （2006年〜） → ふるさとふくしま絆キャラバン （2012年〜） → きっとずっとなかま ふるさとスマイルキャラバン （2013年10月〜）
- 13:20 いってみっカー中継
- 13:30 日替わりコーナー （2000年・2001年〜）　→ しゃべりま専科 （2006年〜） → 日替わりコーナー （2009年〜）　
  - 13:30 地域のチカラときずなキャンペーン （2013年10月）
- 13:40 住まいのアドバイス （1995年・1996年当時） → 何でも相談室 （2000年・2001年） → FAX&メール紹介 他、日替わりコーナー （2004年・2005年）
- 13:45 ジャパネットたかた（月・水・金）テレマート（火・木）ラジオショッピング　（1995年・1996年当時） → テレマートラジオショッピング （2004年・2005年当時）　→ 心つなぐトークリレー～避難者の声 （2012年〜）
- 13:52 rfcニュース ・天気予報
- 13:57 おいしい歳時記 （2006年〜）

### 14時台
- 14:00 かっとびクイズ
- 14:10 夕刊早読みタイム （1995年・1996年当時） → 日替わりコーナー （2004年・2005年〜） → メッセージ紹介 （2009年〜）
- 14:18 FAX&メール紹介（月、水 - 金）／レジーナの森へ行こう（火） （2005年）
- 14:20 おもしろネット・インとうほく（月〜木）／笑って許して武勇伝（金） （1995年・1996年当時） → 日替わりコーナー （2009年〜）
- 14:30 昼下がりハッピーロード （1995年・1996年当時〜2000年・2001年当時）
- 14:30 ちょっと知っ得？まめ知識（月・火・木・金）／ちょっと一息（水）→ 福島県警スマイル・P!ステーション （2004年・2005年〜） → ジャパネットたかたラジオショッピング （2009年〜）
- 14:35 ミュージックハイウェイ （1995年・1996年当時） → ジャパネットたかたラジオショッピング （2000年・2001年〜） → 日替わりコーナー （2009年〜）
- 14:41 TEL&FAX紹介 （2004年・2005年〜）
- 14:45 日替わりコーナー（メッセージ紹介）
- 14:52 rfcニュース・天気予報

### 15時台
- 15:00 ティータイムウォッチング （2015年まで） → 日替わりコーナー　 （2015年〜）
- 15:05 ほっと一息裕子です （1995年・1996年当時） → ドライバーズ・リクエスト　 （2004年・2005年〜2015年）
- 15:15 童夢かっとび通信局 （1995年・1996年当時）
- 15:20 交通情報 （1995年・1996年当時）
- 15:25 日本列島ほっと通信 （1995年・1996年当時、2004年頃からは15：15へ） → サウンド・キャッチ → みんなのリッスン （2015年まで）
- 15:25 ミュージックスクランブル　 （2004年・2005年〜）
- 15:30 キャスター登場しゃべるスポーツ新聞
- 15:40 川中美幸 人・うた・心 → 高田純次 毎日がパラダイス → 日替わりコーナー （2015年〜）
- 15:50 ウエルカムストリート （2015年まで）
- 15:55 rfcニュース・天気予報　→　エンディング　（2018年現在）

## コーナー

### 13時台
- チエちゃん日記～いつも心に太陽を （月曜、2000年・2001年〜　13:30 → 2006年から13:10）
- 晢子先生の言っちゃおうかな （水曜、2000年・2001年当時　13:30）
- 菊池恵美子のハロー地球カフェ （木曜、2000年・2001年当時　13:30）
- 夢色ポケット - レジーナの森 （金曜、2000年・2001年当時、13:48）
- 紅晴美の明日は咲こう明日花 → 紅晴美の今週の流行か？　（火曜、2004年・2005年〜、13:40）
- ふるさとは今　（水曜、2004年・2005年、13:40）
- 美香のビビットしましょ　（木曜、2004年・2005年、13:40）
- 普天間かおりの真南風（まふぇ）だより （金曜、2004年・2005年〜、13:40　→ 13:10） - 普天間かおりが厳選する沖縄情報[2]。
2017年4月からは「普天間かおりのゆんたくさんだより」に改題。
- カガちゃんの結婚するならこんな所 （水曜、2004年・2005年〜、13:40）
- 大切なあなたに届けたい 花と心のキューピット （木曜、2004年・2005年〜、13:40）
- 旅して夢見てタビックス （金曜、2004年・2005年〜、13:40）
- カガちゃん晴美の今週のこれでエンカ？ （火曜、2006年〜、13:10）
- 晴美の歌道場　（火曜、2009年〜、13:10）
- ふるさと応援団　（水曜、2006年〜、13:10）
- 弁当座 今週のお品書き （木曜、2006年〜、13:10）
- めざせ野菜ソムリエの道　（水曜、2009年〜2012年、13:10）
- 福島発！元気印の女たち （木曜、2009年〜、13:10）
- チエちゃんのハッピーガイド （月曜、2009年〜、13:30 → 14:20）
- やっぱりいいわね！昭和名曲選　（火曜、2009年〜2014年、13:30）
- オカンのニッポン通　（水曜、2009年〜、13:30）
- ラジオでじたるカフェ　（水曜、2009年〜2010年、13:40）
- 午後いちミュージック → 午後いちじゃんけんリクエスト （木曜、2009年〜2011年、13:30／2013年〜2015年、14:20）
- あなたの街、だいじょうぶ？ （金曜、2009年〜、13:30）
- 普天間かおりの裏磐梯便り （第1金曜、2011年〜、13:30）
- ファイトFukushima! （木曜、2011年〜、13:30）
- アリオスのはなし （月曜、2011年〜、13:40）
- 佐渡のいいとこまるわかり とっておき佐渡島 （火曜、2012年〜、13:40）
- 母心の浅草、道草、よもやま話　（水曜、2012年〜、13:10）
- おじゃまします〜○○でございます! （火曜、2014年〜2015年、13:10・13:30）
- 気になる!実になる?なせばなるぅ〜! （水曜、2014年〜2017年、13:10）
- 男の言い分・女の言い分 〜今日の地団駄〜 （木曜、2014年〜2015年、13:10）
- 大人のがぁ〜がぁ〜べらべら （木曜、2014年〜2015年、13:30）
- おでかけカガちゃんテヅちゃん （火曜、2015年〜2017年、13:10・13:30）
- 今週のJUKE BOX （木曜、2015年〜2017年、13:10）
- MY SONG （木曜、2015年、13:30）
- テヅと美智子のとにかく言わせて （月曜、2017年〜、13:10）
- ナスポーツ！ （火曜、2017年〜、13:30）
- 淑女のたしなみ 〜Girls Be Ambitious〜 （金曜、2017年〜、13:40）

### 14時台
- 気ままにおしゃべり西武です （1996年3月まで、14:45）
- 井畑美穂子のどきどき建設探検! （1996年4月から、14:45）
- 遊んじゃおうスペシャル!!リステル今週の二重丸（金曜、1995年・1996年当時）
- からしまボウル おまかせこれにてストライク （月曜、2000年・2001年〜、14:45）
- 生活ミニ百科冠婚葬祭アドバイス （火曜、2000年・2001年〜、14:45）
- ゆうパックのふるさと小包…ふるさと便り （水曜、2000年・2001年、14:45）
- あいづ歳時記・ときメール （木曜、2000年・2001年、14:45）
- 魚心あれば味ゴコロ （金曜、2000年・2001年〜、14:45）
- 会津情報コーナー（「尾瀬のある郷　週刊桧枝岐情報」「来てくんなしょ！紅葉の奥会津へ!!」など） （2004年・2005年、14:45／2012年10月、水曜、13:45）
- 想い出のジュークボックス （月曜、2004年・2005年〜、14:10）
- 花咲け演歌 （火曜、2004年・2005年〜2014年、14:10 → 14:20） - 紅晴美の歌のスタジオライブ[2]。
- ふるさと自慢　（水曜、2004年・2005年〜、14:10）
- ロックなもんでSHOW （木曜、2004年、14:10）
- リクエスト （木曜、2005年、14:10）
- これは珍なり インパクトソングす　（木曜、2006年〜、14:10）
- ラブソングシアター　（金曜、2006年〜、14:10 → 14:20）
- かっとびミュージック丼　（月曜、2009年〜、14:20）
- チョイト懐かしー　（水曜、2009年〜2011年／2012年〜2014年、14:20）
- 鼻歌グランプリ （木曜、2009年〜2012年、14:20）
- からしまボウルプレゼンツ 私をレーンにつれてって （金曜、2009年〜、14:10）
- 敦子のコトバにタッチ　（月曜、2009年〜、14:35）
- あっ！忘れてました　（月曜、2009年〜、14:35）
- カガちゃんカタログ　（水曜、2009年〜、14:35）
- ミチコのもったいないプロジェクト （木曜、2009年〜、14:35）
- やばい！失敗！ひやみかち～！ （金曜、2009年〜2011年、14:35）
- エイチ・アイ・エス もっと世界を楽しもう　（月曜、2009年〜2011年、14:45）
- 笹の川・味のある店 （水曜、2009年〜、14:45）
- ベストファームの相続相談 （木曜、2009年〜2011年、14:45）
- あなたといっしょにいいお酒 （金曜、2009年〜2013年、14:45）
  - 2011年3月11日には、このコーナーを放送中に、東日本大震災が発生。
- かっとび文芸部　（月曜、2011年〜2014年、14:45）
- 守ります！福島 -政府原子力被災者生活支援チームQ&A-　（水曜、2011年〜2012年、14:20）
- スマイルアゲインプロジェクト （金曜、2011年〜、14:35）
- 過払い金ナルホド法律相談　（月曜、2012年〜、14:45）
- みんなの漢方道場　（月曜、2012年〜、14:45）
- かっとび福島 三菱のお店にGO!（木曜、2012年〜、14:20）
- 梟のささやき （金曜、2013年〜、14:45）
- チエちゃんのハッピーガイド （月曜、2014年〜、14:20）
- おじゃまでリクエスト （火曜、2014年〜2015年、14:20）
- ふく歌No.1 地元歌を発表!　（水曜、2014年、14:20）
- ことばにタッチ （月曜、2014年〜2017年、14:35）
- KKベストセレクション　（金曜、2014年〜2017年、14:20）
- 音楽のこころ…母心　（水曜、2014年〜、14:20）
- 母心の味工房だより　（水曜、2014年〜、14:35）
- ごきげんなすびーと （月曜、2015年〜、14:20 → 2017年4月からは火曜14:20へ）
- 音楽玉手箱 （火曜、2015年〜2017年、14:20）
- YOUR SONG （木曜、2015年、14:35）
- Shimvaと美香のチャレンジ・ラボ （木曜、2015年〜2017年、14:10）
- ShimvaのSOUL （木曜、2015年〜2017年、14:20）
- 頑張れお母さん！ママアナ美香の応援ソング 木曜、2016年〜2017年、14:35）
- それってヘン!?　（月曜、2017年〜、14:10）
- テヅVS美智子 あっち向いてホイdeリクエスト （月曜、2017年〜、14:20）
- あつまれ！パーティー　（火曜、2017年〜、14:10）
- スッキリ！ECO NAVIワイド 〜カガちゃんお値打ち発見隊！ （水曜、2017年〜、14:10）
- 横丁音楽堂 （木曜、2017年〜、14:20）
- オトメゴコロ教えちゃうゾ☆ （金曜、2017年〜、14:10）
- ねぇねぇ聞いてよ、なおみさん！ （金曜、2017年〜、14:20）

### 15時台
- 3時に夢中 （月曜、2015年〜2017年、15:05）
- 3時のうまい （火曜、2015年、15:05）
- 3時の補習 （火曜、2015年〜2017年、15:05）
- 3時の個展 （水曜、2015年〜、15:05）
- 3時の部活 （木曜、2015年〜2017年、15:00）
- 栄ちゃんのなんたってアイドル研究会 （木曜、2015年〜2017年、15:05）
- 3時のラジオ局 （金曜、2015年〜、15:05）
- アニメに夢中 （月曜、2015年〜2017年、15:40）
- 銀幕の彼方に （火曜、2015年〜2017年、15:40）
- 作品お披露目 （水曜、2015年〜、15:40）
- みんなのSONG （木曜、2015年〜2017年、15:40）
- 復活！フライデーラプソデー （金曜、2015年〜2017年、15:40）
- ミュージックアワー〜あの時君は若かった （月曜、2017年〜、15:05）
- なすけんトリップ （火曜、2017年〜、15:05）
- 横丁かわら版 （木曜、2017年〜、15:05）
- 今週の「Who is ウォーリー!?」 （月曜、2017年〜、15:40）
- なすけん アニメロディー♪ （火曜、2017年〜、15:40）
- 主題歌横丁 （木曜、2017年〜、15:40）
- かおりの館 （金曜、2017年〜、15:40）